# St. Johann Baptist (Haaren)

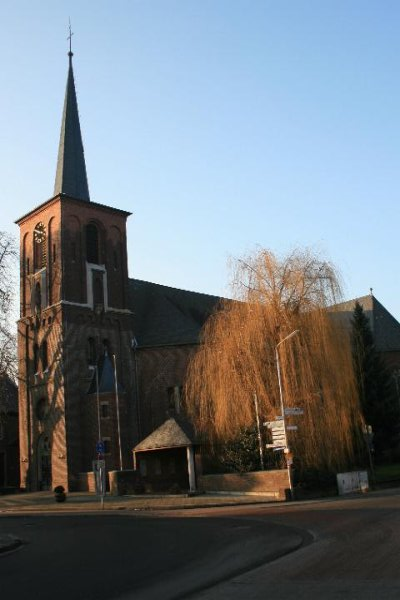
St. Johann Baptist in Haaren

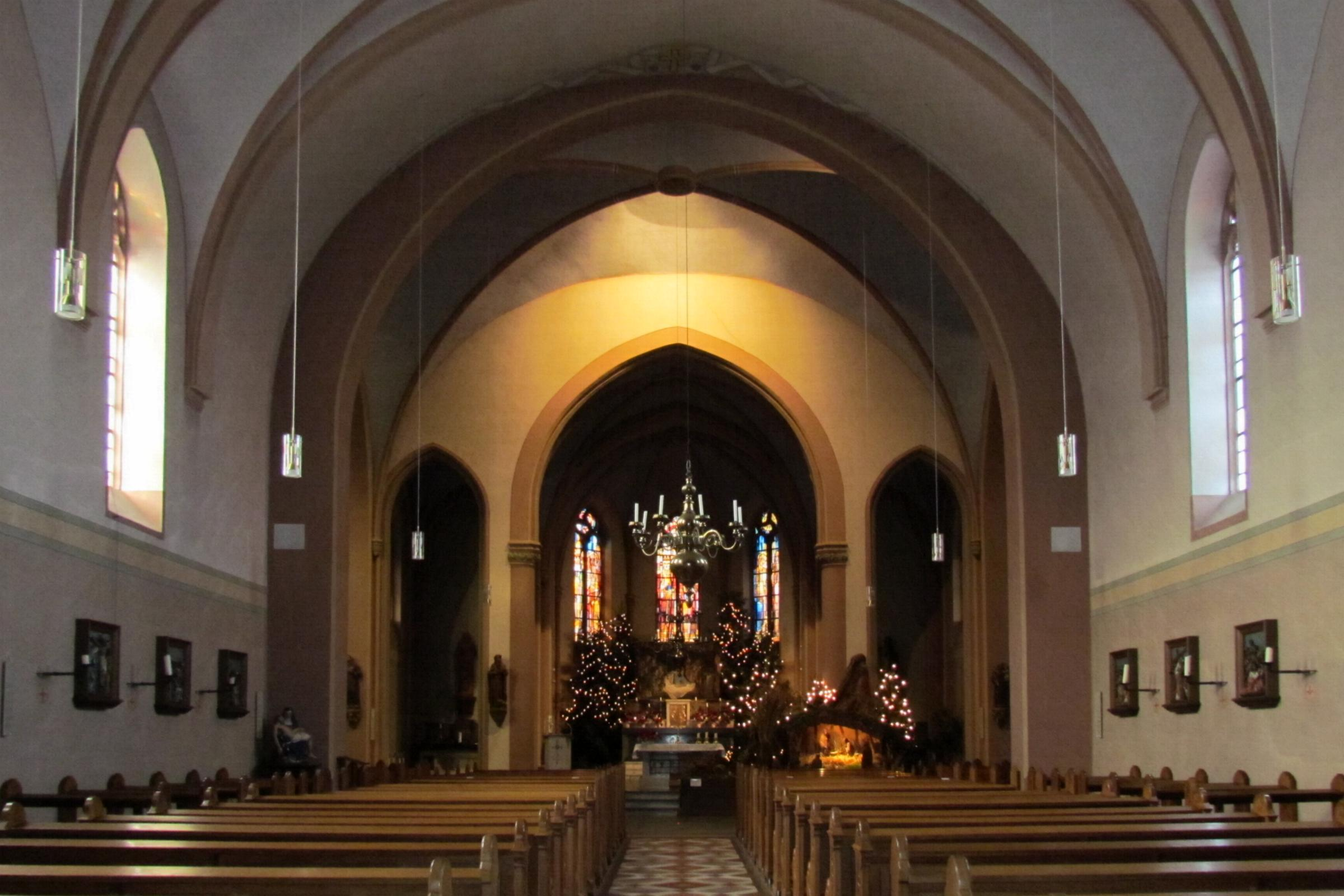
Innenraum

St. Johann Baptist ist eine römisch-katholische Pfarrkirche in Haaren, einem Ortsteil von Waldfeucht im Kreis Heinsberg in Nordrhein-Westfalen.
Die Kirche ist unter Nummer 37 in die Liste der Baudenkmäler in Waldfeucht eingetragen, steht unter dem Patronat des hl. Johannes des Täufers und wurde zwischen 1821 und 1824 nach Plänen von Johann Baptist Cremer errichtet und 1913 bis 1914 erweitert.
Zur Pfarre zählen neben Haaren auch Driesch, Haas, Haaserdriesch, Kluserhof, Klitschermühle, Schabroich und Soperich.

## Geschichte
Haaren und die heute zur Pfarre gehörenden Orte und Höfe gehörten ursprünglich zur Pfarre Waldfeucht. Nördlich von Haaren entstand spätestens im 14. Jahrhundert die Wallfahrtskapelle St. Jans Klus. 1328 verliehen 10 Bischöfe in Avignon der Kapelle einen Ablass, der an 66 Tagen von den Pilgern gewonnen werden konnte. Zu dieser Zeit war um die Kapelle bereits ein Friedhof entstanden. Vermutlich während der Reformation ebbte die Wallfahrt zur Klause ab, zudem entstanden in der Nähe neue Wallfahrtsorte, weshalb die Kapelle an Bedeutung verlor. Dies änderte sich mehr als 200 Jahre später, als während der Franzosenzeit die kirchliche Landschaft neu organisiert wurde. 1804 wurde Haaren inkl. der St. Jans Klus von der Pfarre Waldfeucht abgetrennt und zur eigenständigen Pfarrei erhoben. Da die Wallfahrtskapelle das einzige Gotteshaus im Gebiet der neuen Pfarre war, wurde diese zur Pfarrkirche erhoben und erlangte damit neue Bedeutung für die Gemeinde. 
Recht schnell wurde die Pfarrkirche zu klein, weshalb der Bau der heutigen Pfarrkirche beschlossen wurde. 1819 wurde der Aachener Architekt Johann Baptist Cremer mit der Planung der neuen Pfarrkirche beauftragt. Zwischen 1821 und 1824 entstand schließlich das neue Gotteshaus im Stil des Klassizismus, das zunächst noch auf freiem Feld stand. Nach und nach entstand um die Pfarrkirche Neuhaaren. Nach dem Bau der neuen Pfarrkirche wurde die alte Klause verkauft und ist heute ein Bauernhof, der Kluserhof. 1865 stockte man den Turm nach Plänen von Architekt Johann Burkart, später Stadtbaurat von Krefeld, auf. Anfang des 20. Jahrhunderts wurde die Pfarrkirche für die angewachsene Zahl der Gläubigen zu klein, weshalb eine Erweiterung notwendig wurde. Damit wurde nun der Kölner Architekt Emil Beyers beauftragt. Nach Westen hin baute man 1913 bis 1914 ein neues Querschiff und einen neuen Chor im Stil der Neugotik an. Damit veränderte man auch die Ausrichtung der Kirche, im alten Ostchor wurde nun eine Orgelempore eingezogen. Der Turm erhielt zudem an der Nordseite einen neuen Treppenturm. Der alte Teil der Kirche wurde in neugotischen Formen umgebaut. 1937 wurde an die Südseite des Turmes eine Taufkapelle angebaut.
In Folge des Zweiten Weltkrieges wurde am 7. Februar 1945 von deutschen Truppen der Glockenturm gesprengt, dadurch wurde das 1865 erbaute Obergeschoss und der Turmhelm vollständig zerstört. Aufgrund der Explosion erlitt auch der restliche Kirchenbau Schäden. Bis zum Jahr 1947 konnten die Schäden an der Kirche beseitigt werden, das Obergeschoss des Turmes wurde 1951 in vereinfachter Form wiederhergestellt.

## Baubeschreibung
St. Johann Baptist ist eine einschiffige Kirche aus Backstein im Stil der Neugotik mit Ostturm, daran anschließendem dreiseitig geschlossenem Ostchor, der heute die Orgelempore birgt, dreijochigem Langhaus, Querschiff und Westchor mit jeweils polygonalen Chorschlüssen. Der Innenraum wird von Kreuzrippengewölben überspannt. 

## Ausstattung
In der Kirche befindet sich einige Heiligenfiguren aus dem 18. und 19. Jahrhundert. Besonders zu erwähnen sind die 14 Kreuzwegstationen aus Terrakotta, die wurden im 19. Jahrhundert geschaffen. Ebenso erhalten ist ein Teil der historischen Buntglasfenster. Die ältesten Fenster befinden sich im Querschiff. Es sind Werke der Linnicher Werkstatt Glasmalerei Dr. H. Oidtmann aus dem Jahr 1915. Die Fenster im Westchor stammen ebenfalls noch aus der Vorkriegszeit, diese Fenster schuf Ernst Jansen-Winkeln 1935. Die Orgel auf der Empore im alten Ostchor wurde von der Bonner Firma Johannes Klais Orgelbau 1926 erbaut. Das Instrument verfügt über 26 Register auf zwei Manuale und Pedal verteilt, die Traktur ist pneumatisch.

## Pfarrer
Folgende Priester wirkten bislang als Pastor an St. Johann Baptist
| von – bis | Name                      |
| --------- | ------------------------- |
| 1922–1947 | Peter Lennards            |
| 1947–1962 | Arnold Esser              |
| 1962–1969 | P. Reiner van Kempen CSSR |
| 1969–1985 | P. Gerard Rotting CSSR    |
| 1985–1993 | Theodor Floracks          |
| 1994–1996 | Werner Rampold            |
| 1996–2000 | Vakant                    |
| Seit 2000 | Heinz-Wilhelm Vollberg    |